# 測量員山脈
81°37′S 160°15′E / 81.617°S 160.250°E
測量員山脈（英語：Surveyors Range）是南極洲的山脈，全長48公里，從湯普遜山沿斯塔肖特冰川東面延伸至羅斯冰架，該山脈現時由南極條約體系管理。